# Мансуети, Джованни ди Никколо
Джованни ди Никколо Мансуети, также Джованни Мансуети (итал. Giovanni di Niccolò Mansueti; 1465, Венеция — 26 марта 1527, Венеция) — итальянский живописец эпохи Возрождения венецианской школы. Ученик и помощник Витторе Карпаччо и Джованни Беллини.

## Биография
Биографических данных о художнике сохранилось немного. Известно, что он работал в Венеции с 1485 по 1527 год. О том, что Мансуети был учеником Беллини, свидетельствует не только его стиль, но и надпись в бандероли на картине, изображающей «Чудо с реликвией Святого Креста на Кампо-Сан-Лио» (ок. 1496), где он точно заявляет о себе: «ученик Беллини», по всей вероятности, имел в виду Джентиле.
Эта картина — одна из двух написанных Мансуети (вторая: «Чудесное исцеление дочери Бенвеньюдо ди Сан-Поло», датируемая примерно 1506 годом), входящих в цикл «Чудеса реликвии Святого Креста» (всего восемь картин), созданных, начиная с 1496 года, группой художников под руководством Джентиле Беллини для Скуолы Гранде-ди-Сан-Джованни-Евангелиста (ныне весь цикл хранится в Галерее Академии в Венеции).
Из сохранившихся документов следует, что Мансуети никогда не покидал области Венето и что он достиг определённого уровня благополучия. В 1509 году он уже пользовался авторитетом как профессиональный живописец, о чём можно судить по тому факту, что в документах он упоминается как «magister», вместо обычного «ser».
В относительно поздних произведениях Мансуети, очевидно нечувствительный к стилевым новациям, которые, в частности, привносил в то время Тициан, продолжал находиться под влиянием Беллини и черпать живописные идеи у художников старшего поколения, таких как Чима да Конельяно и Витторе Карпаччо.
Его последним важным заказом было выполнение между 1518 и 1526 годами трёх картин цикла «Жизнь святого Марка» (над которыми уже работали братья Беллини) по заказу Скуолы Гранде-ди-Сан-Марко: «Крещение Аниано», «Святой Марк исцеляет Аниано» и три эпизода из жизни Святого Марка, первый теперь хранится в Пинакотеке Брера в Милане, а два других — в Галерее Академии в Венеции.
Помимо вышеупомянутых, другими его значительными произведениями являются: «Святой Себастьян со святыми Либералем, Григорием, Франциском и Рохом», написанный для церкви Сан-Франческо в Тревизо (ныне Галерея Академии в Венеции), «Святой Иероним» в Академии Каррара в Бергамо, «Христос среди учителей», хранящийся в галерее Уффици во Флоренции; «Мадонна с Младенцем и святыми» в Эрмитаже в Санкт-Петербурге; «Святой Марк, изгнанный из синагоги», предназначавшийся для венецианской церкви Санта-Мария-деи-Крочифери, а ныне находящийся в коллекции Лихтенштейна в Вадуце, и цикл, состоящий из трёх картин («Обручение Марии», «Поклонение волхвов» и «Бегство в Египет») написанные для церкви Сан-Мартино в Бурано. Одна из поздних работ находится в церкви коммуны Баньи-ди-Лукка. В этих произведениях стиль Мансуети схож с произведениями Чимы да Конельяно, Витторе Карпаччо Бенедетто Рускони.
26 марта 1527 года его имя было исключено из списков братьев Скуолы Гранде-делла- Мизерикордия, к которой он принадлежал, что свидетельствует о смерти художника.

## Галерея

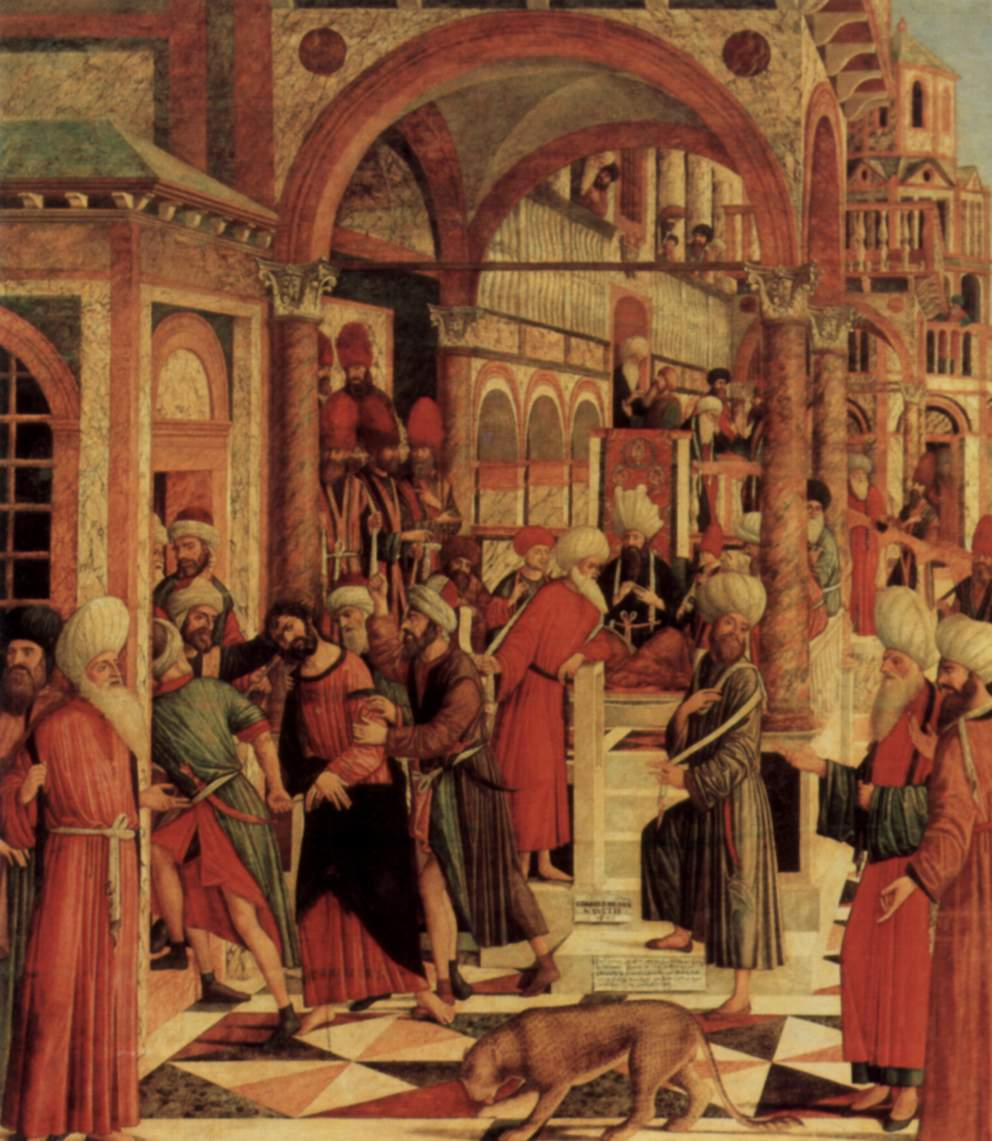
Взятие под стражу святого Марка в синагоге. 1499. Дерево, масло. Коллекция Лихтенштейнов, Вена
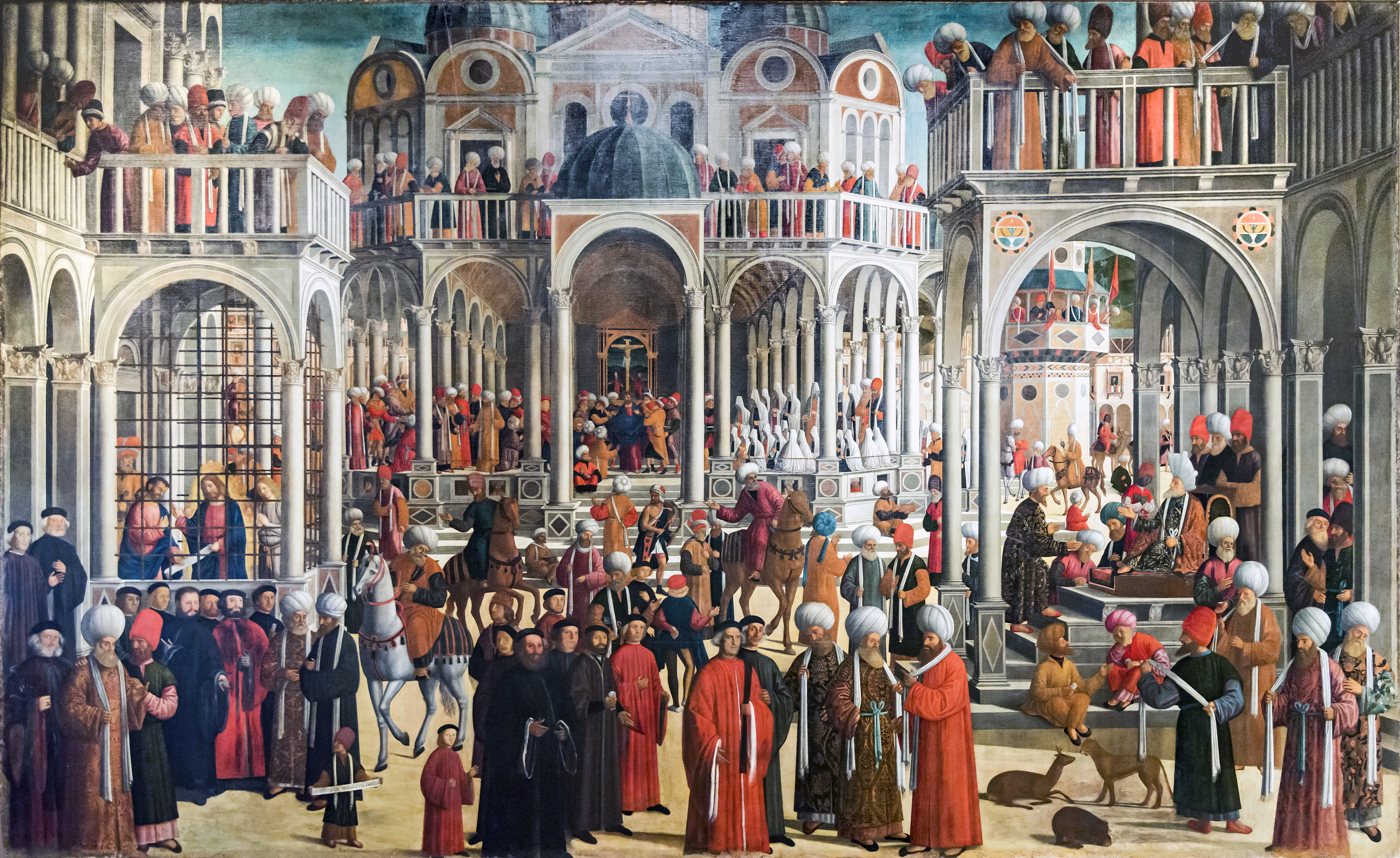
Сцены из жизни святого Марка. 1525. Холст, темпера. Галерея Академии, Венеция
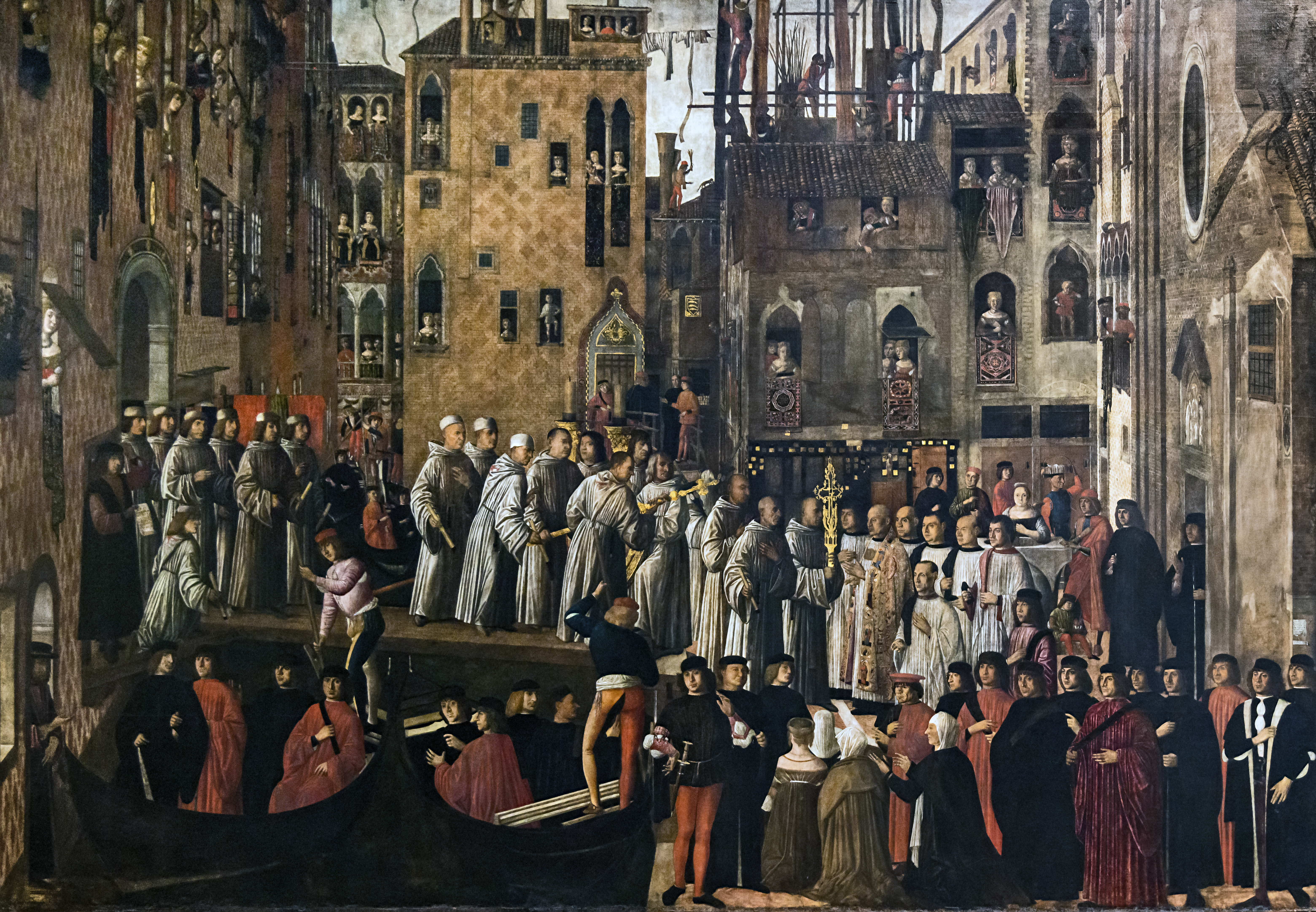
Чудо реликвии Святого Креста на Кампо Сан-Лио. Ок. 1494. Холст, темпера. Галерея Академии, Венеция
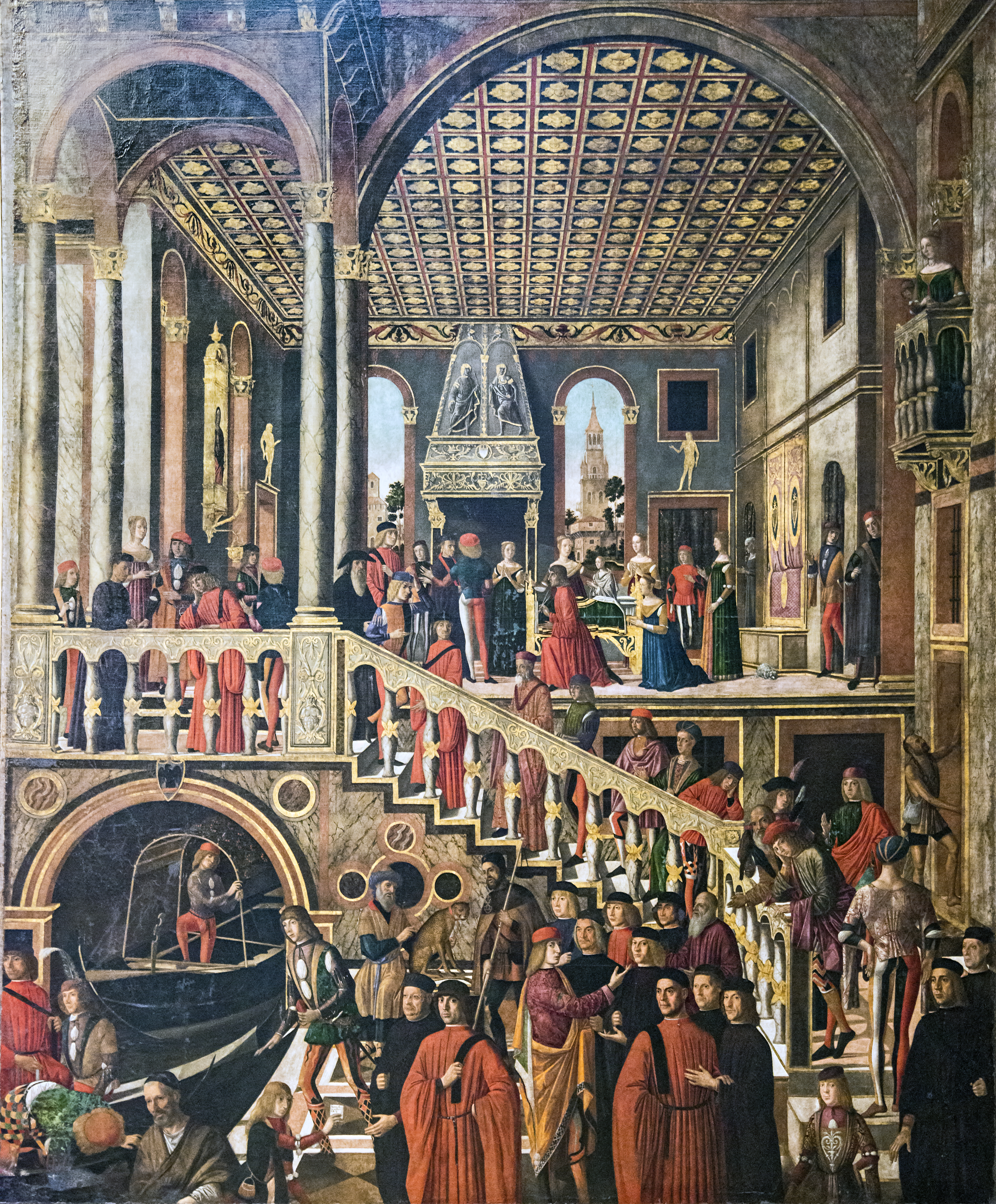
Чудесное исцеление дочери Бенвеньюдо ди Сан-Поло.
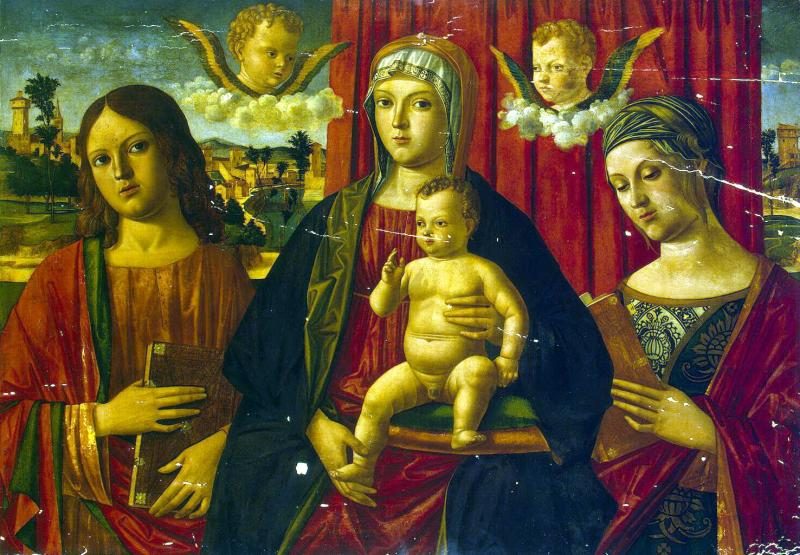
Мадонна с Младенцем, Иоанном Евангелистом и неизвестной святой. Между 1504 и 1508. Дерево, масло. Государственный Эрмитаж, Санкт-Петербург
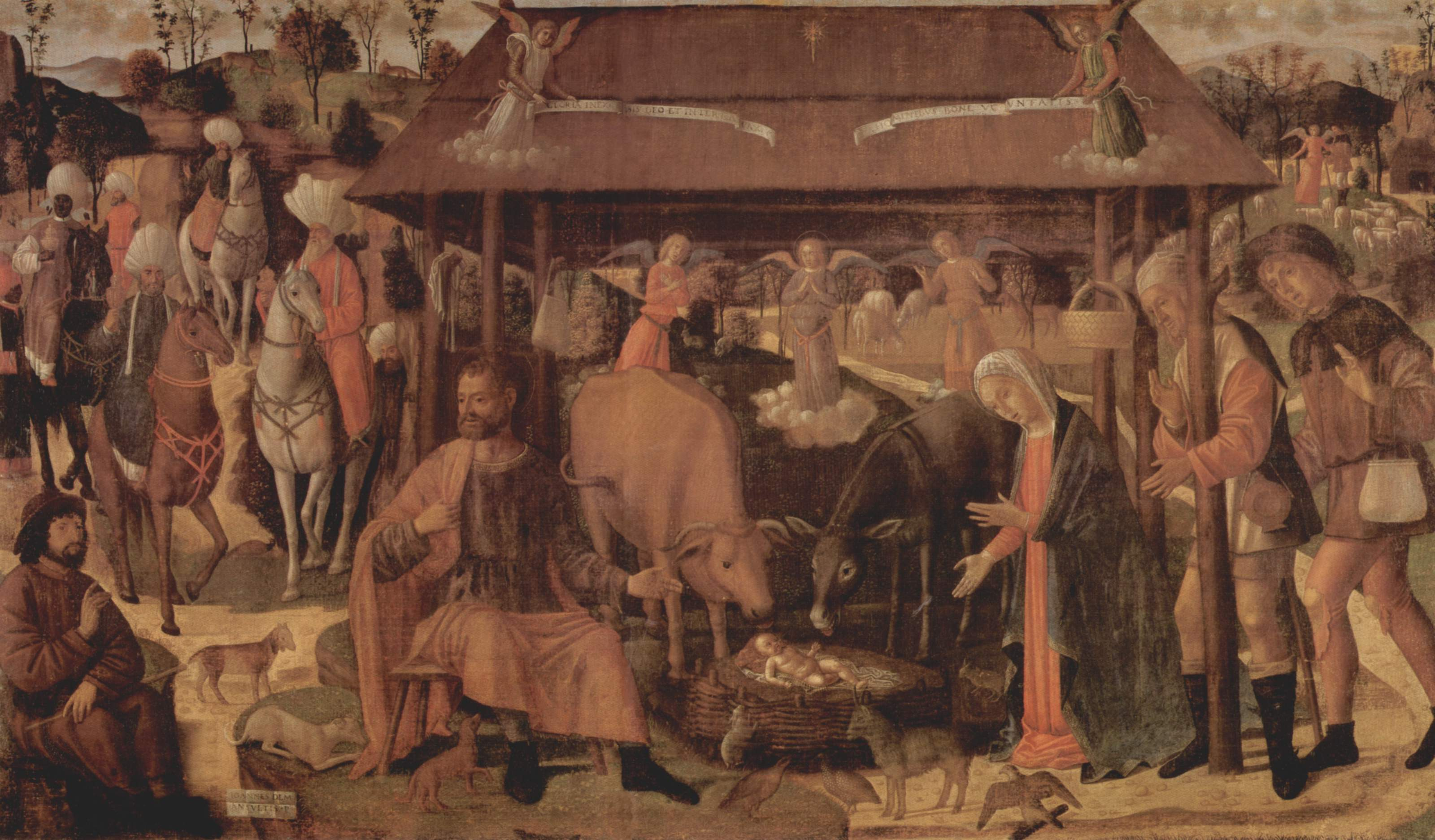
Поклонение волхвов. Ок. 1500. Холст, масло. Муниципальный Музей Кастельвеккьо, Верона
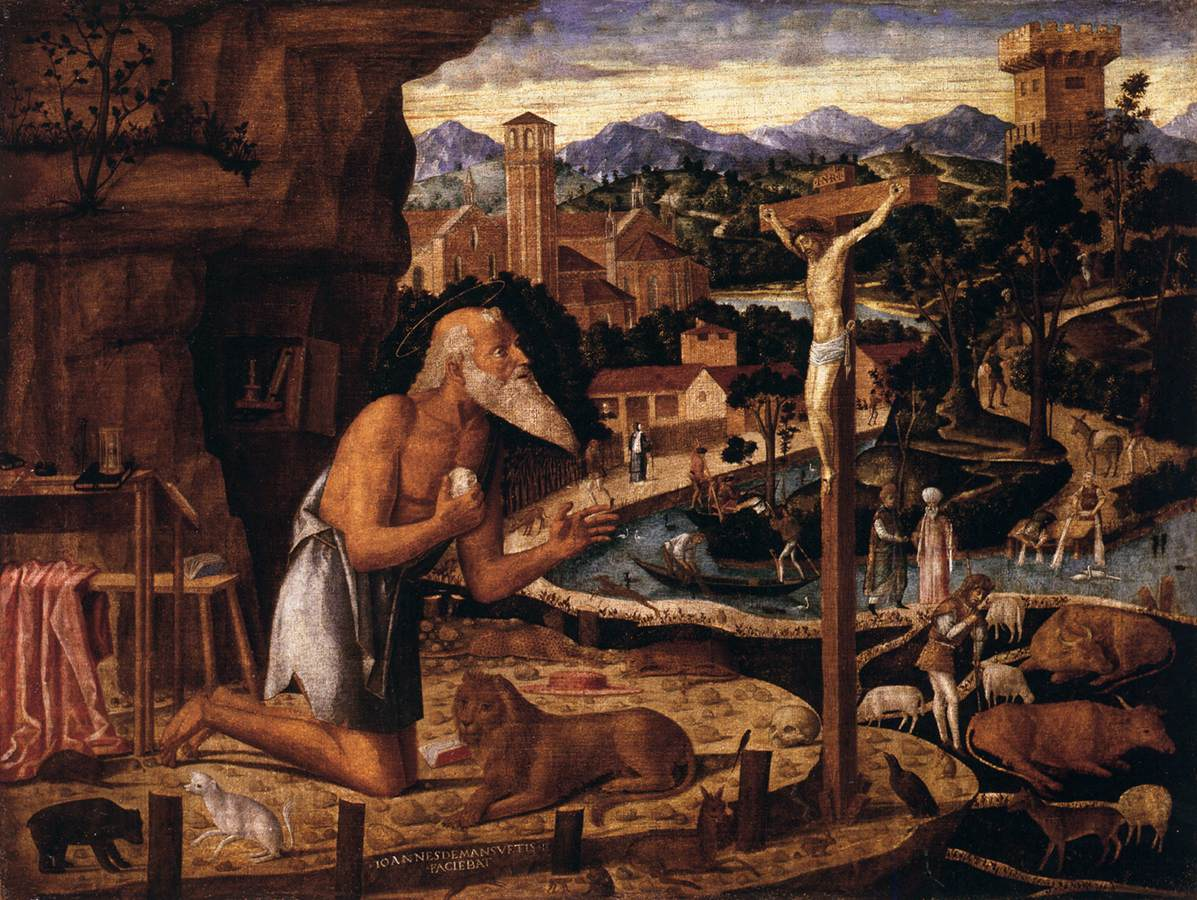
Святой Иероним в пустыне. Между 1515 и 1520. Дерево, масло. Академия Каррара, Бергамо